# Henry Higgs
Henry Higgs est né le 4 mars 1864 et est mort le 21 mai 1940. Henry Higgs est fonctionnaire, économiste et historien de la pensée économique.

## Biographie
Henry Higgs rejoint le ministère de la Guerre en tant que greffier en 1882. De là, il est transféré au bureau du ministère des Postes en 1884 quand il commence à prendre des cours à l'University College de Londres. Il reçoit un diplôme en droit de cette école en 1890. Il est nommé secrétaire privé de l'ancien premier ministre Henry Campbell-Bannerman Henry pendant trois ans avant de revenir au Trésor en 1908.
Henry Higgs est un membre fondateur de l'Association économique britannique en 1890 et contribue à lui assurer une charte royale en 1902, qui est suivie par un changement de nom de la Royal Economic Society. Il est secrétaire de l'organisation de 1892 à 1905 et rédacteur en chef adjoint du The Economic Journal de 1896 à 1905 pendant la durée comme rédacteur en chef de Francis Ysidro Edgeworth.

## Ouvrages
Henry Higgs écrit sur l'économiste Richard Cantillon et édite ce qui devient la version standard de l'Essai sur la nature du commerce en général,.
Il écrit également sur les physiocrates, et le Système financier du Royaume-Uni,. et la réforme financière. Il a également compilé une bibliographie historique sur la pensée économique.